# Il Gorilla (film 1927)
Il Gorilla (The Gorilla) è un film muto del 1927 diretto da Alfred Santell e interpretato da Charles Murray, Fred Kelsey e Walter Pidgeon.
La sceneggiatura è tratta dall'opera teatrale omonima di Ralph Spence, portata al debutto a Broadway il 28 aprile 1925. L'opera venne adattata per il cinema altre due volte, nel 1930 e nel 1939, con il medesimo titolo.
Il film, considerato perduto, è stato ritrovato e restaurato nel 2023 grazie alla Cineteca Italiana, con sede a Milano. L'unica copia esistente è stata pulita, digitalizzata e presentata in anteprima al San Francisco Silent Film Festival l'anno seguente.

## Trama
Nella città di New York sono stati commessi diversi omicidi per mano di uno spietato assassino noto come Il Gorilla. La sua identità è sconosciuta: i detective sospettano persino che si tratti di un vero mostro.
Poco distante, sulle rive del fiume Hudson, il ricco uomo di affari Cyrus Townsend viene trovato morto nello studio del suo castello. Con lui vi sono il fratello William Townsend, la figlia Alice Townsend, il segretario Marsden, il maggiordomo, la cameriera e un giovane amico del defunto, l'affabile signor Stevens. Viene chiamata la polizia: sembra che l'omicidio sia stato commesso dal famigerato Gorilla. Arrivano al castello due detective, l'irascibile signor Mulligan e Garrity, il maldestro assistente. Una lettera lasciata sul tavolo del salone avverte tutti i presenti che chiunque resterà nella casa fino a mezzanotte subirà la stessa sorte del defunto Cyrus Townsend per mano de Il Gorilla. 
È il panico: il maggiordomo vorrebbe tornare a casa ma i detective proibiscono a chiunque di lasciare il castello. Viene trovata un'altra lettera, scritta da Cyrus Townsend prima di morire e destinata alla figlia Alice. Al suo interno c'è scritto chi è l'assassino del ricco uomo d'affari ma la lettera sparisce prima di esser letta. Segue una serie di incidenti: salta la luce, William Townsend viene aggredito e poi sparisce, un vero gorilla compare nel castello e spaventa a morte il povero maggiordomo.
Il colpevole viene infine smascherato quando il detective Garrity, cadendo nel camino del castello, scopre una stanza segreta dove trova la lettera scritta da Cyrus Townsend. Dopo un rapido scontro fisico, l'assassino viene immobilizzato: il signor Stevens aveva affittato una scimmia ammaestrata per mascherare l'assassinio di Cyrus Townsend e far ricadere la colpa dell'omicidio sul misterioso Gorilla che terrorizza New York.

## Produzione

### Sviluppo
Ralph Spencer, l'autore dell'opera teatrale, scrisse Il Gorilla per scommessa in soli tre giorni. La commedia ebbe così tanto successo a Broadway che venne replicata per 257 spettacoli e nel contempo altri allestimenti della pièce furono portati in scena a Londra, Boston e Chicago.
Il 3 gennaio del 1927, il periodico Film Daily annunciò che la compagnia di produzione cinematografica indipendente Asher-Small-Rogers stava lavorando all'adattamento della commedia teatrale per conto della First National Pictures: sarà il secondo lungometraggio di un contratto che prevede la realizzazione di tre film.
Per adattare l'opera venne inizialmente scelto Paul Schofield che però non rimase coinvolto a lungo nel progetto. Il soggetto fu infine affidato a James T. O'Donohoe mentre la sceneggiatura fu scritta da Al Cohn and Henry McCarty. Venne rimosso l'espediente metateatrale e venne rimpiazzato il servo afroamericano con un distinto maggiordomo inglese.

### Riprese
Alfred Santell fu annunciato come regista il 25 febbraio 1927 con l'inizio delle riprese fissato per marzo. La First National Pictures posticipò la lavorazione del film che iniziò le riprese solo in giugno. Vennero annunciati i due coprotagonisti: Charles Murray e George Sidney, il ruolo di Alice, la figlia di Cyrus Townsend, venne inizialmente affidato a Dorothy Revier per poi passare successivamente ad Alice Day.
Il film venne ancora posticipato, Film Daily annunciò che le riprese avrebbero avuto inizio il 1º agosto mentre Variety il 9 dello stesso mese.
Il costume del gorilla è stato creato da Charles Gemora: è il primo film che lo vede coinvolto nella realizzazione di un costume da scimmia, lavoro per cui si specializzerà ad Hollywood. Il produttore Edward Small aveva pensato inizialmente di ingaggiare un vero gorilla, adoperandosi per contattare chi aveva catturato e addestrato il gorilla del Ringling Brother Circus.

## Distribuzione
Il Gorilla fu presentato in anteprima mondiale in Ohio e Missouri il 5 novembre 1927.